# Boule de suif (film)
Boule de suif is een Franse film van Christian-Jaque die werd uitgebracht in 1945.
Het scenario is gebaseerd op twee novelles met een gelijkaardig onderwerp van Guy de Maupassant: de gelijknamige novelle (1879) en Mademoiselle Fifi (1882). 

## Verhaal
1870, tijdens de Frans-Duitse Oorlog. Een diligence verlaat de stad Rouen die door de Pruisen is ingenomen. De tien passagiers willen zo vlug mogelijk het niet-bezette Le Havre bereiken om van daaruit naar Engeland door te reizen. Onder hen bevinden zich Élisabeth Rousset, bijgenaamd Boule de suif (bolletje vet), een prostituee, en een select gezelschap waaronder zich onder meer een graaf, een wijnhandelaar, een burger en twee nonnen bevinden. De meesten kijken misprijzend neer op Boule de suif. 
De tocht duurt echter langer dan voorzien en alle reizigers beginnen honger te krijgen. Boule de suif is de enige die eraan heeft gedacht proviand mee te nemen. Ze deelt haar proviand gul met haar medereizigers. 's Avonds laat bereikt de diligence een herberg waar de passagiers souperen en overnachten. 
Een Pruisische kapitein die daar ook logeert vraagt dat Boule de suif zich naar zijn kamer begeeft. Zolang Boule de suif niet ingaat op de eisen van de officier laat deze laatste de diligence niet vertrekken. Haar medereizigers proberen haar met alle mogelijke argumenten te overtuigen zich op te offeren door zich te geven aan de kapitein. 

## Rolverdeling
| Acteur           | Personage                          |
| ---------------- | ---------------------------------- |
| Micheline Presle | Élisabeth Rousset, 'Boule de suif' |
| Louis Salou      | de Pruisische luitenant, 'Fifi'    |
| Berthe Bovy      | mevrouw Bonnet                     |
| Alfred Adam      | Cornudet                           |
| Jean Brochard    | Auguste Loiseau                    |
| Suzet Maïs       | mevrouw Loiseau                    |
| Marcel Simon     | graaf Hubert de Bréville           |
| Louise Conte     | gravin de Bréville                 |
| Pierre Palau     | Edmond Carré-Lamadon               |
| Janine Viénot    | mevrouw Carré-Lamadon              |
| Jean Sinoël      | meneer Follenvie, herbergier       |
| Gabrielle Fontan | mevrouw Follenvie                  |
| Robert Dalban    | Oskar                              |